# 시모호쿠라촌
시모호쿠라촌(下保倉村)은 니가타현 히가시쿠비키군에 있던 촌이다. 

## 역사
- 1889년 4월 1일 - 정촌제 시행에 수반해 히가시쿠비키군 시모호쿠라촌이 성립하였다.
- 1955년 3월 31일 - 히가시쿠비키군 야스쓰카촌 지역 중 11개 지역이 합쳐져 히가시쿠키군 우라가와라촌이 성립하였다.

## 참고문헌
- 『市町村名変遷辞典』東京堂出版、1990年。